# 施しを乞うベリサリウス
『施しを乞うベリサリウス』（ほどこしをこうベリサリウス、仏: Bélisaire demandant l'aumône, 英: Belisarius Begging for Alms）は、フランスの新古典主義の巨匠ジャック＝ルイ・ダヴィッドが1781年に制作した歴史画である。油彩。成功を収めた宗教画『聖ロク』（Saint Roch）に続いて制作された作品で、東ローマ帝国に仕えた6世紀頃の将軍ベリサリウスを主題としている。ダヴィッドはこの作品によって王立絵画彫刻アカデミー準会員の地位を全会一致で獲得した。現在はフランス北部ノール県にあるリール宮殿美術館に所蔵されている。また準備習作がモントーバンのアングル美術館に、1784年のヴァリアントがパリのルーヴル美術館に所蔵されている。

## 主題
ベリサリウスは東ローマ帝国ユスティニアヌス王朝の第2代皇帝ユスティニアヌス1世に仕えた将軍で、当時最も偉大な軍事的指導者の1人であった。ベリサリウスはササン朝ペルシアとの戦いののち、532年に首都コンスタンティノープルで起きたニカの乱を鎮圧し、533年から534年にかけて北アフリカのヴァンダル王国を征服、535年からはイタリア半島を支配していた東ゴート族の征服に赴き、シチリアを足掛かりに536年にナポリとローマを奪還した。しかし彼の度重なる戦功はユスティニアヌス1世の妬みを買い、陰謀を企てたとしていわれのない罪を着せられ、561年に皇帝の命によって両目をえぐられたとも伝えられる。歴史家プロコピオスによると、ベリサリウスは位階財産をすべて失いビザンティウムで乞食をする身となったという。

## 作品

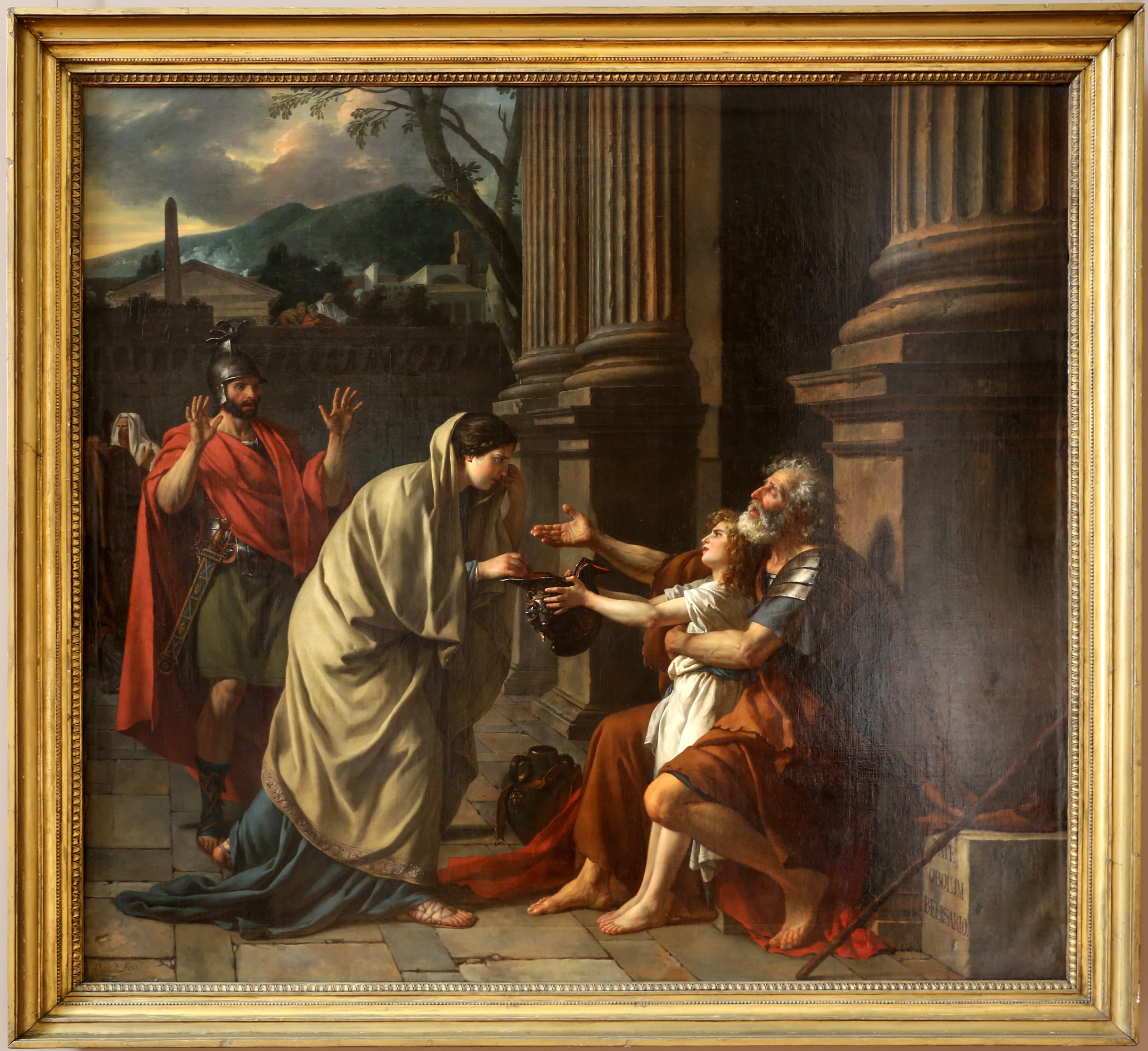
額縁。

ダヴィッドは凱旋門を思わせる建築物の下で物乞いをする盲目の老将ベリサリウスを描いている。胸当ての上に黄土色のドレープを着用したベリサリウスは、無邪気さと率直さを象徴する白い服を着た金髪の子供を右腕で抱きしめながら、若い女性に向けて右手を差し出して、施しを乞い願っている。その動きに合わせて幼い子供はベリサリウスのヘルメットを差し出して、女性から小銭を受け取っている。女性はベリサリウスを懇願するような目で見つめている。ベリサリウスは歩く際に使用する杖を画面右下隅にある立方体の石材の上に置いているが、そこには「ベリサリウスに施しを」（Date obolum Belisario）というラテン語の碑文が刻まれている。前景を占めるのはこの3人の人物であり、彼らの横顔は記念碑的な石柱の基部の上にくっきりと浮き上がって見える。女性の左後方では1人の兵士が立っており、物乞いをしている老人がかつての将軍ベリサリウスであることに気づき、驚いて両手を上げている。
ベリサリウスの主題は1770年代から1800年代のフランス絵画で広く描かれた。ダヴィッド以前にも、フランソワ＝アンドレ・ヴァンサンや、ジャン＝フランソワ・ピエール・ペイロンといった画家が、ベリサリウスを主題とする作品を制作している。この主題は名声のはかなさを示す例としてこの時代の芸術家たちに好まれたが、その根底には君主制に対する批判がある。これはおそらくジャン＝フランソワ・マルモンテルが1767年に出版した小説『ベリサリウス』（Bélisaire）と関連している。この小説は6世紀の実在の武人であるベリサリウスの不幸を描いてはいるものの、国王ルイ15世の晩年の政治的背景を反映していることが明らかであり、出版されるとすぐさまソルボンヌ大学から検閲を受け、当時のパリ大司教はこの小説を不敬虔として非難した。
女性から施しを受ける老人がベリサリウスであることに彼の部下の1人が気づくという場面はダヴィッドの創作である。この場面はマルモンテルの『ベリサリウス』第6章41ページに非常に近い。そこではベリサリウスの部下アンセルムスは自分の主を発見して駆け寄るが、彼はベリサリウスが盲目であることに気づいて嘆く。その言葉にベリサリウスも部下に気づき、アンセルムスはひれ伏して主の膝に口づけをする。
『施しを乞うベリサリウス』は画家のキャリアと美術史の転換点を示している。新古典主義として知られる英雄的で厳格な様式が初めて完全に表現された例であり、18世紀の官能的な芸術と決別した新しい美の宣言である。
ダヴィッドは古代の理想と結びつけながら、不名誉に陥ったベリサリウスの苦悩を気高く描写している。作品は力強さと同時に落ち着きがあり、前景の人物たちが作るアーチ形の構図は控えめな印象を与える。感情を抑えた女性の表情は陰の中に入って行き、老将と少年は光に照らし出されている。3人の顔は特に美しく描かれているが、その高貴な表情は様々な形で偉大さを表現している。女性には思いやりと気遣いと憐憫が、ベリサリウスには屈辱に痛めつけられた苦悩が表され、少年の表情は若さと哀願そのものが表されている。この少年のモデルを務めたのはダヴィッドの若い弟子フィリップ＝オーギュスト・エヌカンである。
落ち着いた色彩は悲しい情景の厳粛さとの調和から生まれている。もともと女性のマントは赤色であったが、ダヴィッドは師ジョゼフ＝マリー・ヴィアンの助言を受けてより地味な色彩に変更した。この女性のマントと少年の白い衣装には彼らの純粋さゆえに強い光が当てられており、ベリサリウスの顔は灰色の後光のようなもので包まれている。
背景の古典的な風景はニコラ・プッサンが描いたローマの風景を思い起こさせるが、ダヴィッドのそれはより幾何学的である。

## 当時の反応

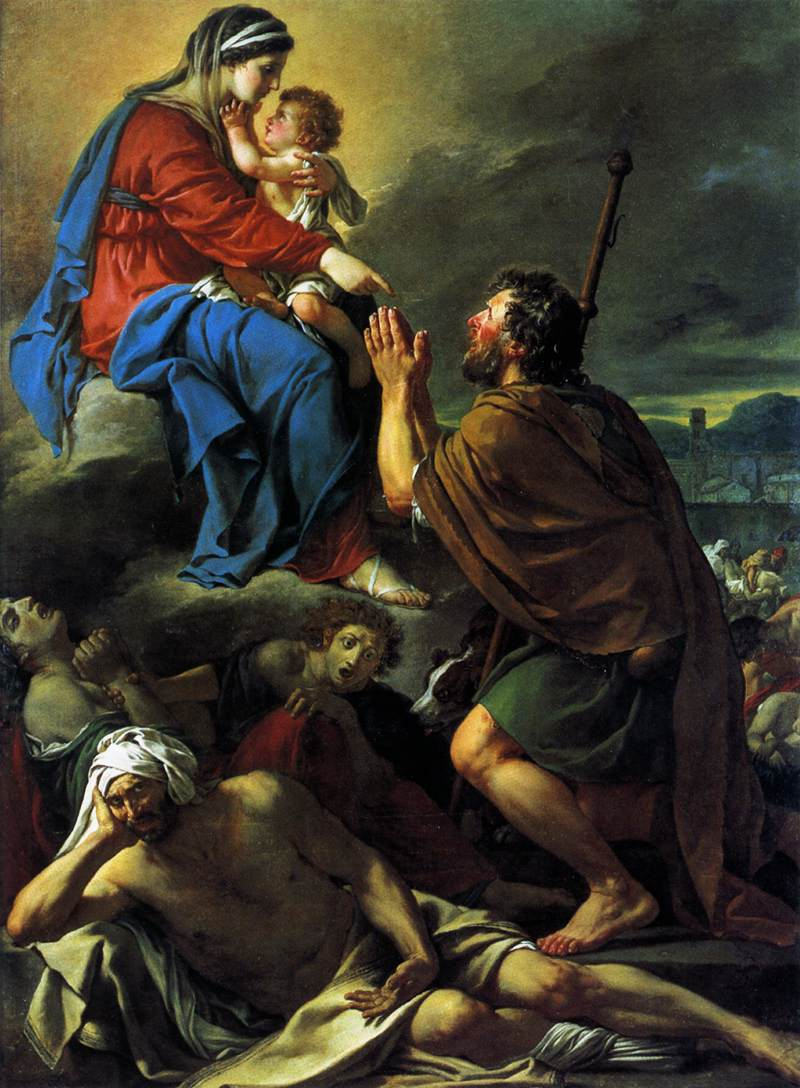
ダヴィッドの1780年の『聖ロク』。マルセイユ美術館所蔵。

1780年にローマ留学から帰国したダヴィッドは1781年8月24日に本作品を提出し、アカデミー準会員として認められる。また同年のサロンに『施しを乞うベリサリウス』をはじめ、『聖ロク』、『ポトッキ伯爵の肖像』（Portrait du comte Stanislas Potocki）、『パトロクロスの葬儀』（Les Funérailles de Patrocle）のスケッチを含む10作品を出展した。とりわけ『施しを乞うベリサリウス』は哲学者であり美術批評家のドゥニ・ディドロに称賛された。

## 来歴
絵画の名声は国外まで知れ渡り、美術収集家であったオーストリア領ネーデルラント総督アルベルト・カジミール・フォン・ザクセン＝テシェンによって購入された。1786年にトリーア選帝侯のコレクションに加わり、1793年3月にルイ・ヴォラン（Louis Vollant）に売却された。この人物は1794年に横領罪により断頭台で処刑されたが、絵画は1796年にヴォランの相続人に返還された。その後、1801年に枢機卿ジョゼフ・フェッシュ、1802年にリュシアン・ボナパルトの手に渡った。リュシアンの死後の1829年以降はマリア・レティツィア・ボナパルト、美術史家エミール・ベリエ・ド・ラ・シャヴィニエリ、シュルーズベリー伯爵が所有し、1868年にリール宮殿美術館に売却された。

## 他のバージョン

### アングル美術館版
アングル美術館のバージョンは長い間本作品の下描きと考えられてきたが、近年はいくつかの点で疑問視されている。たとえばシルヴァン・ラヴェシエール（Sylvain Lavaissière）などの何人かの研究者はダヴィッド本人によるものなのか、それとも弟子の1人によるものなのかを疑問視した。G・ヴィーニュ（G. Vigne）は本作品の準備習作ではなく、ルーヴル美術館のバージョンの下描きではないかと考えた。

### ルーヴル美術館版
ルーヴル美術館のバージョンは1784年に制作された本作品の縮小されたバージョンで、部分的にフランソワ＝グザヴィエ・ファーブルとアンヌ＝ルイ・ジロデ＝トリオソンによって描かれ、1785年のサロンに出展された。いくつか異なる点があり、各人物は空間的に余裕を持て配置されている。ノアイユ公爵夫人（duchesse de Noailles）のコレクションであったが、フランス革命中の1793年に差し押さえられ、ルーヴル美術館に収蔵された。1826年1月7日から2月18日までドルー＝ブレゼ侯爵（marquise de Dreux-Brézé）に寄託された。

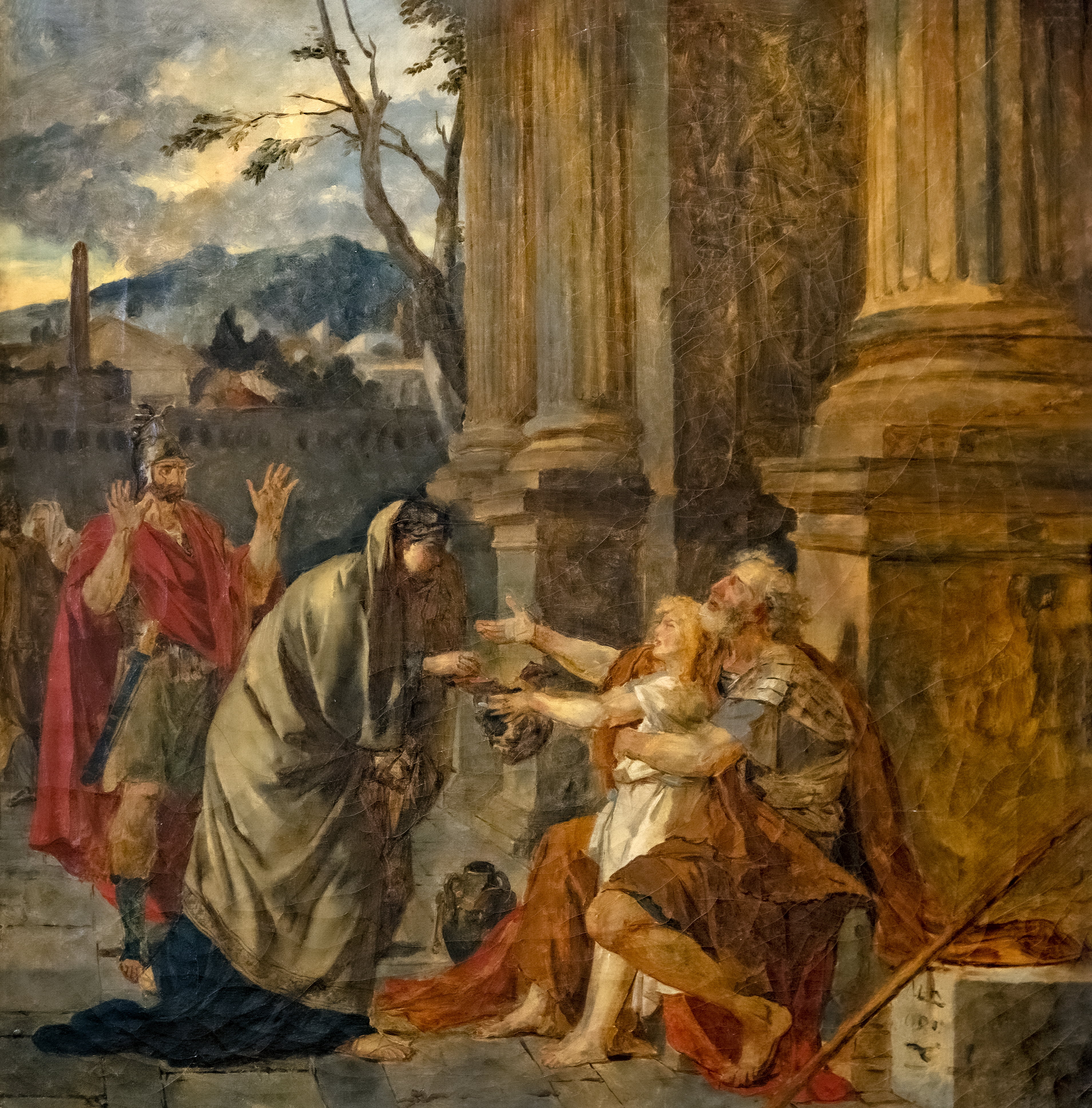
準備習作。アングル美術館所蔵[11]。
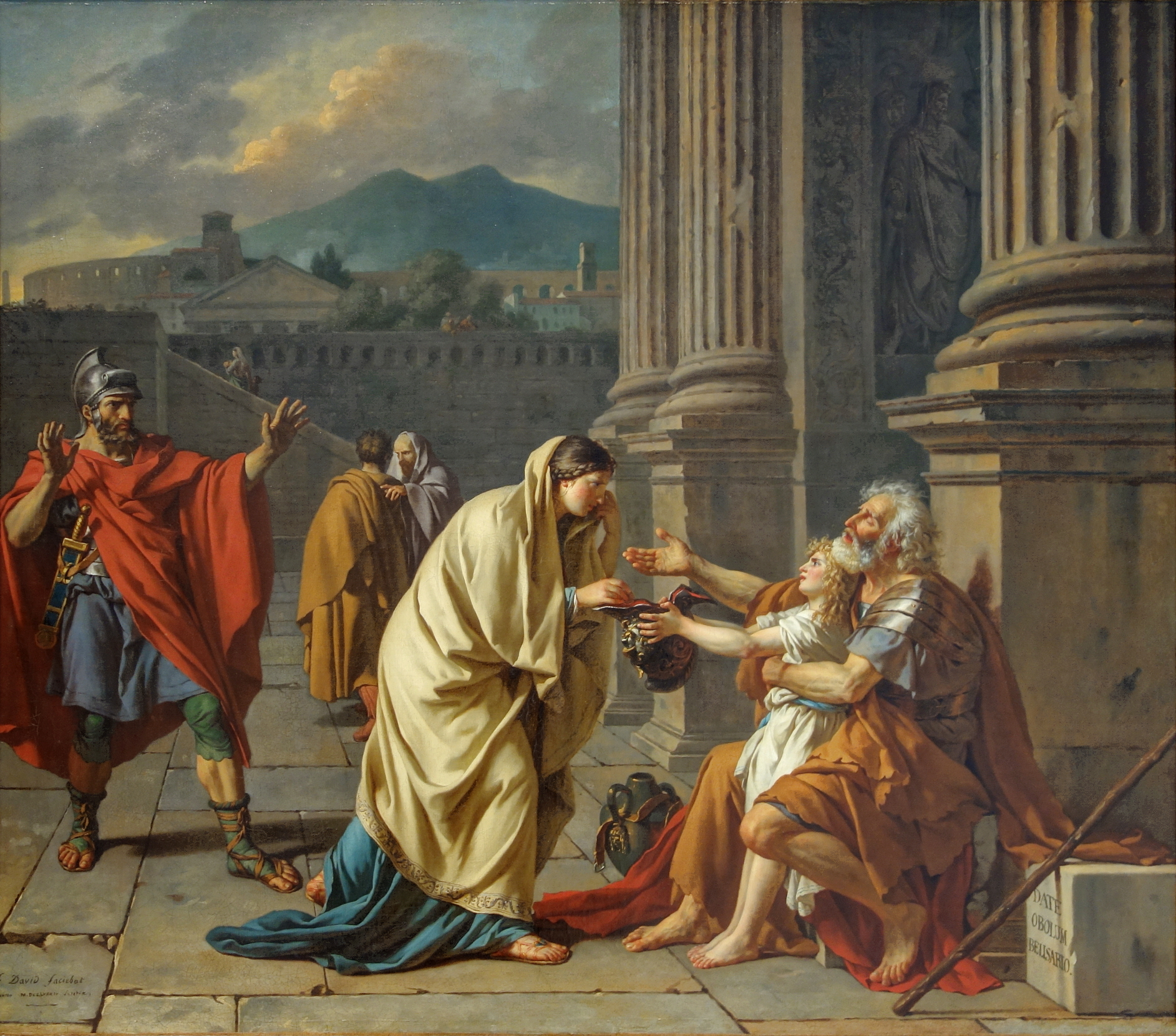
ルーヴル美術館の1784年のバージョン[12][13][14]。

## 影響

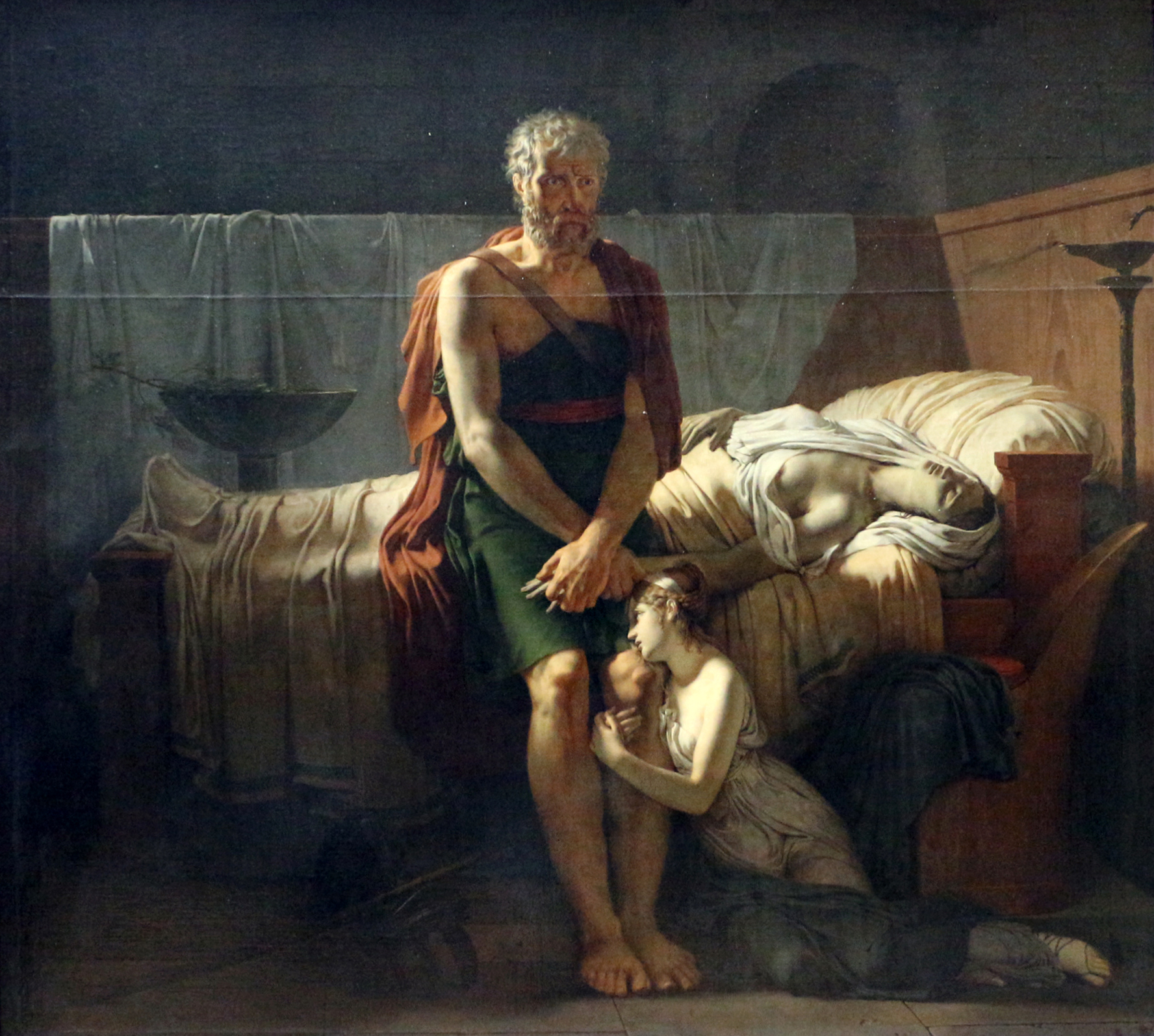
ピエール＝ナルシス・ゲランの『マルクス・セクストゥスの帰還』。ルーヴル美術館所蔵。

ダヴィッドの弟子ピエール＝ナルシス・ゲランは本作品に触発されてベリサリウスの帰還を主題とする絵画を制作しようと考えた。彼は制作中に主題を変更し、ルキウス・コルネリウス・スッラから逃れ、故郷に帰国した男が殺害された妻を発見する『マルクス・セクストゥスの帰還』（Le Retour de Marcus Sextus）を制作した。

## ギャラリー
関連作品

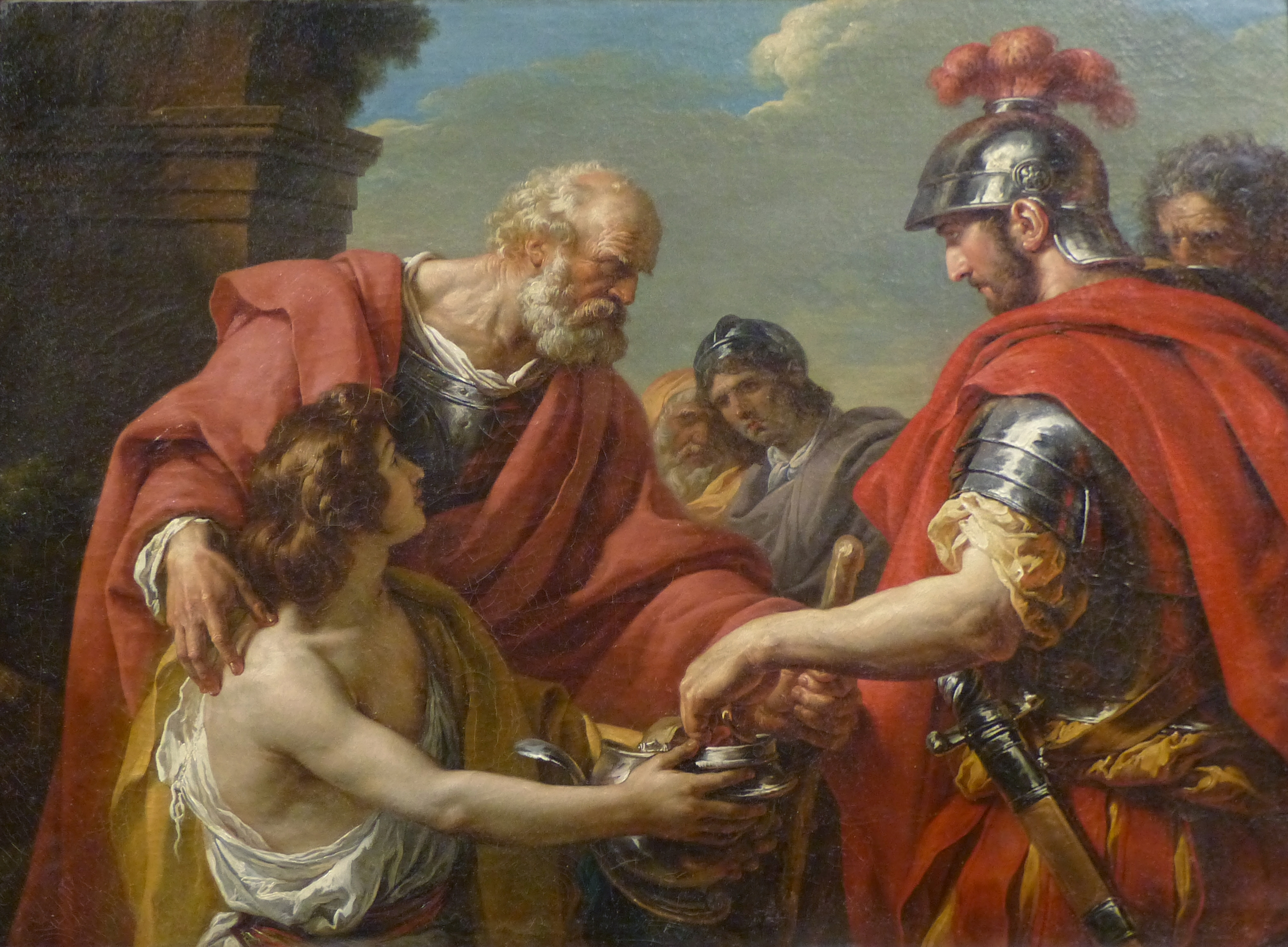
フランソワ＝アンドレ・ヴァンサン 『物乞いのベリサリウス』1776年 ファーブル美術館所蔵
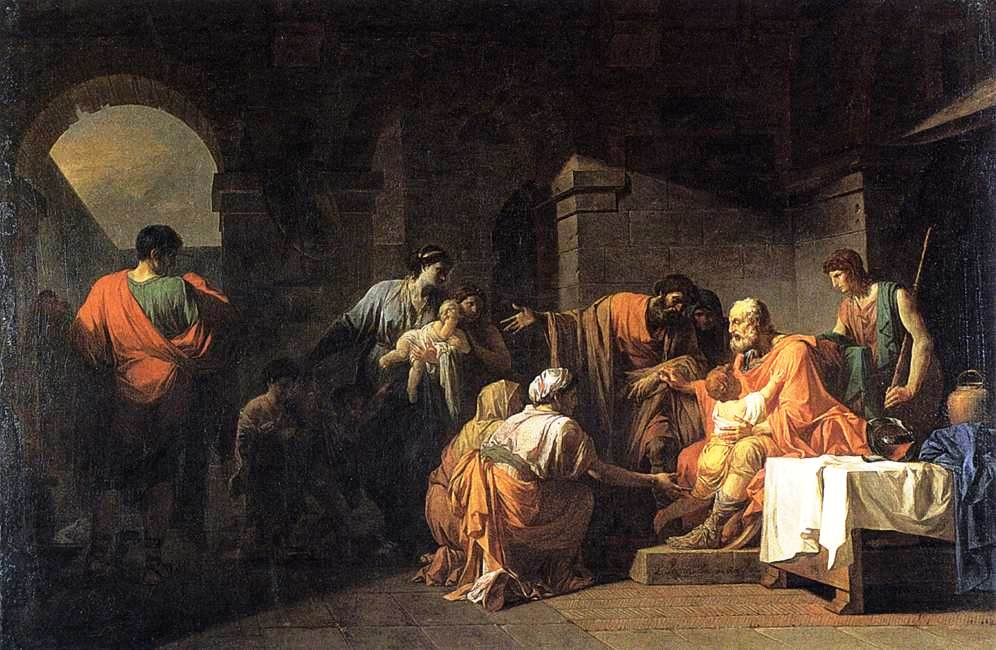
ジャン＝フランソワ・ピエール・ペイロン『農民から施しを受けるベリサリウス』1779年 オーギュスタン美術館所蔵